# خنت‌کاوس دوم

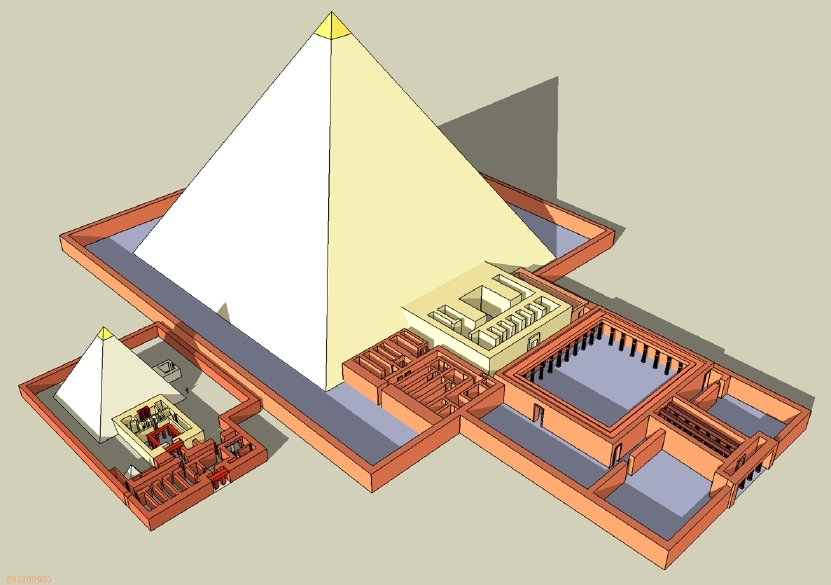
مجموعه هرمی فرعون نفریرکارع کاکای و مجموعه کوچکتر همسرش خنت‌کاوس دوم

خنت‌کاوس دوم (انگلیسی: Khentkaus II) یک ملکه همسر در مصر باستان بود که در دوران حکمرانی دودمان پنجم مصر زندگی می‌کرد. وی همسر فرعون نفریرکارع کاکای و مادر نفرفرع و نیوسررع بود.

## زندگی‌نامه
خنت‌کاوس دوم همسر نفریرکارع کاکای بود. ساختِ مجموعه هرم او در زمان سلطنت شوهرش، زمانی که عنوان او هنوز همسر پادشاه (hmt nswt) بود، آغاز شد. ساخت مقبره او، احتمالاً پس از مرگ شوهرش، متوقف شد و بعداً در زمان سلطنت پسرش از سر گرفته شد. پس از از سرگیری ساخت ساختمان، عنوان او مادر پادشاه (mwt nswt) بود. خنتکاوس دوم در کنار همسرش نفریرکارع کاکای و پسری به نام رانفر ب (پادشاه آینده نفرفرع) روی یک کتیبه نشان داده شده است.
خنت‌کاوس دوم یک مجموعه هرمی در ابو صیر در کنار مجموعه هرمی همسرش، نفریرکارع کاکای داشت.